# Ругели
Ру́гели (латыш. Ruģeļi) — район города Даугавпилс (Латвия), находится на правом берегу реки Западная Двина.

## История
Рождение этого района города связано с проектом и началом строительства Даугавпилсской ГЭС в 1979 году. Возле ГЭС по плану строился посёлок гидростроителей, получил имя Ругели по названию местности. В 1981 году поселок включен в черту города. Застраивался пяти- и девятиэтажными жилыми зданиями, возникли новые улицы Гайсмас, Академика Графтио, построены магазины, почта, детский сад. Через район протекает речка Мельничка и впадает в Западную Двину. Общественный транспорт представлен автобусами, маршрутами № 10, № 22 и № 23, а также маршрутными такси 10а. За районом проходит восточная граница города, местность окружают леса, в основном сосновые.

## Ругели на исторических картах

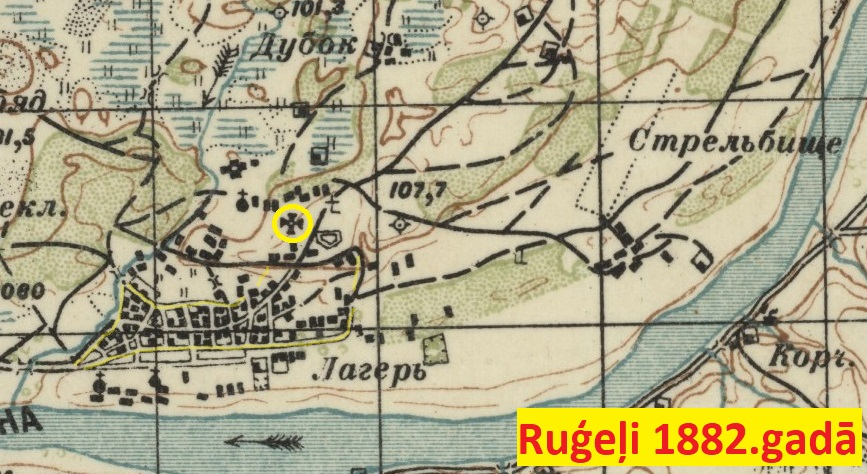
Карта 1882 г.
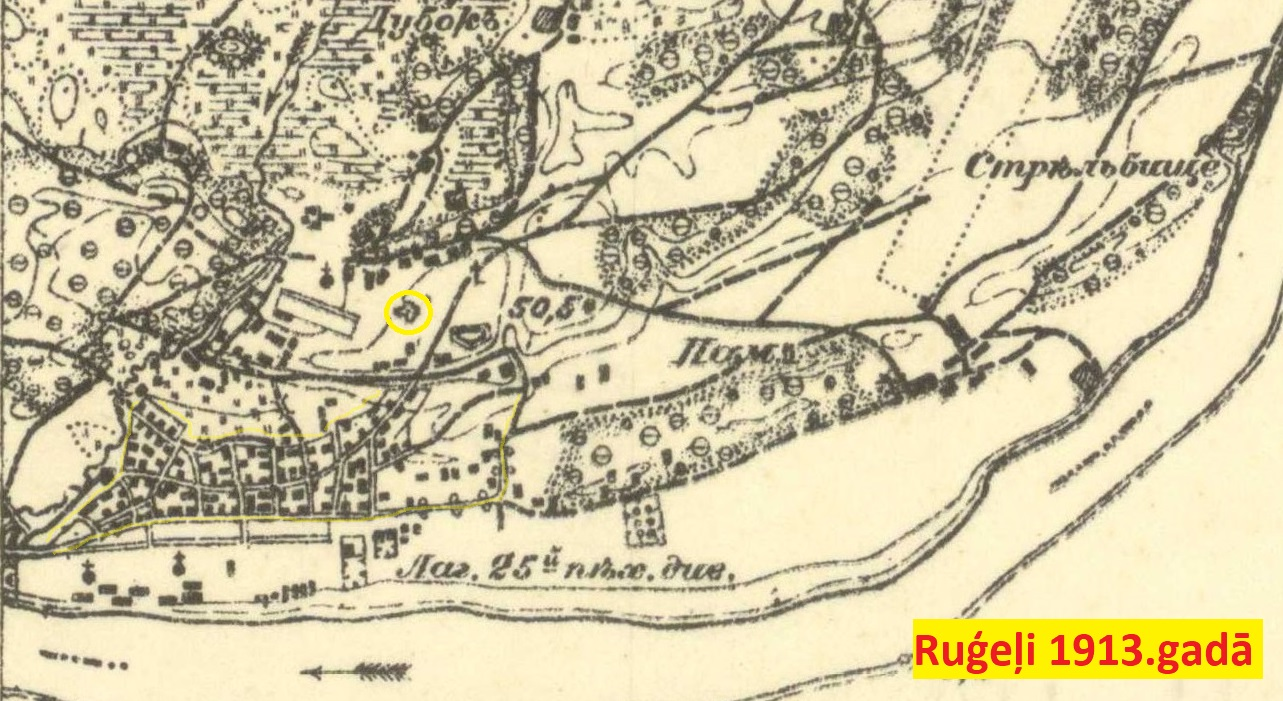
Карта 1913 г.
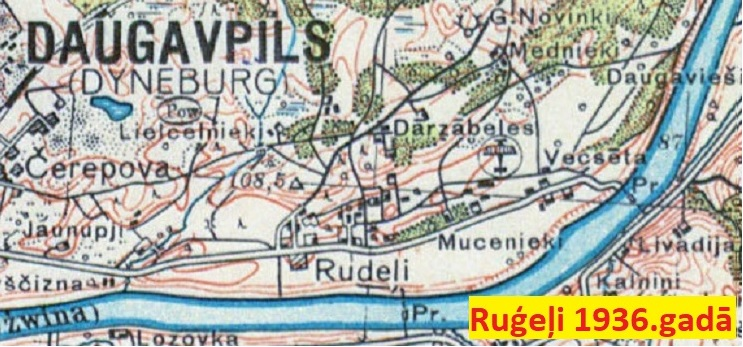
Карта 1936 г.
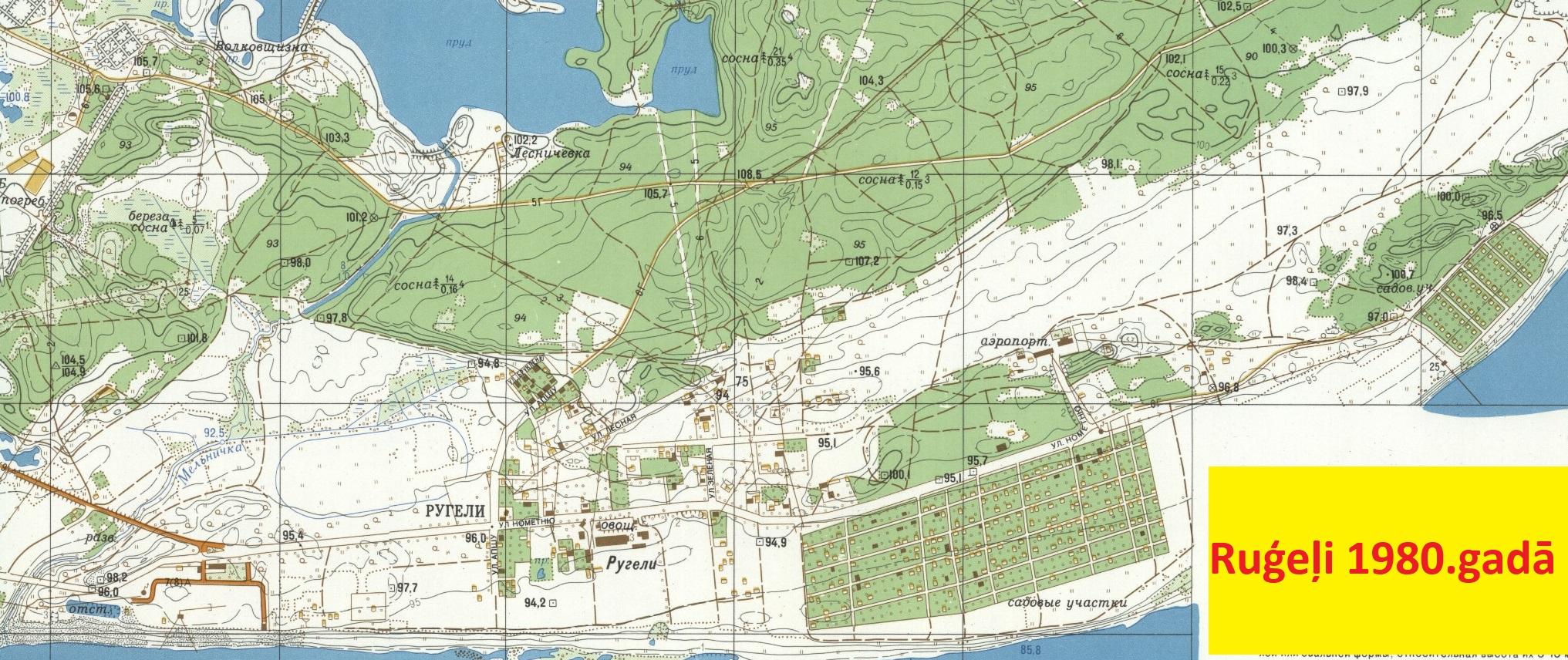
Карта 1980 г.